# Anne Cibis
Anne Cibis (née Möllinger le 27 septembre 1985 à Worms) est une athlète allemande spécialiste des courses de sprint.

## Carrière
Sélectionnée en 2008 pour les Jeux olympiques d'été de Pékin, elle se classe cinquième de la finale du relais 4 × 100 mètres avec le temps de 43 s 28. L'année suivante, elle remporte en tant que deuxième relayeuse la médaille de bronze des Championnats du monde de Berlin aux côtés de Marion Wagner, Cathleen Tschirch et Verena Sailer. L'équipe allemande est devancée par la Jamaïque et les Bahamas.

### Palmarès
| Date | Compétition                       | Lieu     | Résultat | Discipline | Performance |
| ---- | --------------------------------- | -------- | -------- | ---------- | ----------- |
| 2005 | Championnats d'Europe espoirs     | Erfurt   | 2e       | 4 × 100 m  | 44 s 89     |
| 2007 | Championnats d'Europe espoirs     | Debrecen | 2e       | 4 × 100 m  | 43 s 75     |
| 2008 | Jeux olympiques                   | Pékin    | 5e       | 4 × 100 m  | 43 s 28     |
| 2009 | Championnats d'Europe par équipes | Leiria   | 3e       | 4 × 100 m  | 43 s 57     |
| 2009 | Championnats du monde             | Berlin   | 3e       | 4 × 100 m  | 42 s 87     |
| 2012 | Championnats d'Europe             | Helsinki | 7e       | 100 m      | 11 s 54     |
| 2012 | Championnats d'Europe             | Helsinki | 1re      | 4 × 100 m  | 42 s 51     |
| 2012 | Jeux olympiques                   | Londres  | 5e       | 4 × 100 m  | 42 s 67     |

### Records
| Épreuve    | Performance | Lieu     | Date           |
| ---------- | ----------- | -------- | -------------- |
| 100 mètres | 11 s 33     | Mannheim | 3 juillet 2010 |